# Michelle Loi
Michelle Loi (Wassy, 1926. – 2002. május 14.; kínai neve pinjin hangsúlyjelekkel: Lǔ Ā; magyar népszerű: Lu A; hagyományos kínai: 魯阿; egyszerűsített kínai: 鲁阿) francia sinológus, irodalomtörténész.

## Élete, munkássága
Michelle Loi az École normale supérieure de jeunes-n tanult (1947), majd a Sorbonne-on, René Étiemble tanítványaként diplomázott a nyugati és a modern kínai költészet kapcsolatáról szóló diplomamunkájával. Férjével, a marxista filozófus Louis Althusser-vel (1918–1990) aktív támogatói voltak Mao Ce-tung politikájának. 1970-ben szerzett doktori fokozatot, majd pedig megalapította a „Lu Hszün csoportot” (Groupe Luxun), amelynek célkitűzése a modern kínai irodalom atyjának tekintett író műveinek franciára fordítása és népszerűsítése. Ő maga is számos művét fordította le és adta ki. Nyugdíjba vonulása után szülővárosába, Wassyba vonult vissza.

## Főbb művei
- Poèmes de Guo Moruo (1892-1978), Gallimard, coll. « Connaissance de l'Orient », 1970, 151 p.
- Roseaux sur le mur : les poètes occidentalistes chinois, 1919-1949, Gallimard, coll. « Bibliothèque des idées », 1971, 613 p.
- L'Intelligence au pouvoir, Un monde nouveau : la Chine, François Maspéro, 1973, 178 p.
- Pour Luxun (Lou Sin). Réponse à Pierre Ryckmans (Simon Leys), Alfred Eibel, 1975
- Poètes du peuple chinois, Collection L'Exemplaire, Hallier, P.J. Oswald, 1976, 176 p. ISBN 2-85785-009-3
- Poètes chinois d'écoles françaises, Adrien Maisonneuve, coll. « Librairie d'Amérique et d'Orient », 1980, 159 p.
- Luxun. Histoire d'A Q : véridique biographie, Presses universitaires de France, coll. « Études littéraires », 1990. ISBN 978-2-13-042979-1
- Luxun, écrivain chinois ou Adieu mes ancêtres, illustrations de Qiu Sha, Hachette jeunesse, 1991
- Les gens de Wassy, éditions Dominique Guéniot, 1993

### Lu Hszünfordításai
- Un combattant comme ça, Le Centenaire, 1972
- Pamphlets et libelles, François Maspéro, 1977, 255 p.
- Sur la langue et l'écriture chinoises, Aubier-Montaigne, 1979, 131 p.
- Quelques pages pour Luxun ; 1, Centre de Recherches de Paris VIII-Vincennes, 1981, 112 p.
- Quelques pages pour Luxun ; 2, Centre de Recherches de Paris VIII-Vincennes, 1981, 86 p.
- La Vie et la Mort injustes des femmes : anthologie, Mercure de France, 1985, 315 p.
- Poèmes, édition bilingue, Arfuyen, Paris, 1985
- La Littérature en dentelles, Acropole:[Unesco, 1987, 213 p.
- Histoire d'A Q, véridique biographie, Librairie générale française, 1990, 125 p. volume 3116 du Livre de Poche - Biblio ISBN 978-2-253-04925-8
- Cris, traduction de Joël Bellassen, Feng Hanjin, Jean Jouin et Michelle Loi, Albin Michel, coll. « Les Grandes Traductions », 1995

## Fordítás
- Ez a szócikk részben vagy egészben  a   Michelle Loi című francia Wikipédia-szócikk ezen változatának fordításán alapul.  Az eredeti cikk szerkesztőit annak laptörténete sorolja fel. Ez a jelzés csupán a megfogalmazás eredetét és a szerzői jogokat jelzi, nem szolgál a cikkben szereplő információk forrásmegjelöléseként.